# Alexandre Golovine
Pour les articles homonymes, voir Golovine.
Alexandre Iakovlevitch Golovine (en russe : Александр Яковлевич Головин), né 17 février 1863 (1er mars dans le calendrier grégorien) à Moscou et mort le 17 avril 1930 à Detskoïe Selo, est un peintre russe et décorateur de théâtre. Il a  créé les costumes de ballets d'Alexandre Gorski et a participé aux spectacles de Serge de Diaghilev de Constantin Stanislavski, et de Vsevolod Meyerhold.

## Biographie
Il poursuit ses études secondaires au lycée Tsarévitch-Nicolas. Golovine a ensuite étudié à l'École de peinture, de sculpture et d'architecture de Moscou, l'architecture, puis la peinture. Ses maîtres sont Illarion Prianichnikov,Vladimir Makovski,Vassili Polenov. Il a été également élève à Paris de l'Académie Colarossi (1889), ainsi que de l'Académie Vitti (1897). Il est peintre et décorateur d'intérieur, pour gagner sa vie et s'essaye même à dessiner et créer du mobilier. Il participe à l'exposition universelle de Paris de 1900 et décore le pavillon russe avec son ami Constantin Korovine. En 1901, il quitte Moscou et s'installe à Saint-Pétersbourg. Ses premiers décors pour le ballet de Petipa, Le Miroir magique (1903), sont un échec, mais il est remarqué par Diaghilev. C'est alors qu'il devient un véritable décorateur de théâtre, alliant le symbolisme et le modernisme pour les spectacles d'opéras, de théâtre et de ballets de Diaghilev, Meyerhold, entre autres. Après la révolution de 1917, Golovine  reçoit de moins en moins de commande de la scène et s'oriente vers la peinture de chevalet, l'illustration, le portrait. Il n'émigre pas, à l'inverse de ses amis.
Golovine décore Le Mariage de Figaro de Beaumarchais du théâtre d'art de Moscou. Constantin Stanislavski est l'auteur de la mise en scène, dont la première a lieu le 28 avril 1927, après des répétitions qui ont commencé fin 1925 Stanislavski place l'action de la pièce dans la France prérévolutionnaire et découpe l'action de cinq actes en onze scènes ; Golovine utilise une scène à changement mécanique pour accélérer les changements de décors. C'est un grand succès, la pièce connaît dix rappels  le soir de la première. En 1928, il est distingué par le titre d'artiste du peuple de la RSFSR.
Golovine a été membre actif de l'association Mir iskousstva.
Golovine meurt à Detskoïe Selo (l'ancienne Tsarskoïe Selo) le 7 avril 1930. Il est enterré au cimetière de Novodievitchi, à Saint-Pétersbourg.

## Galerie

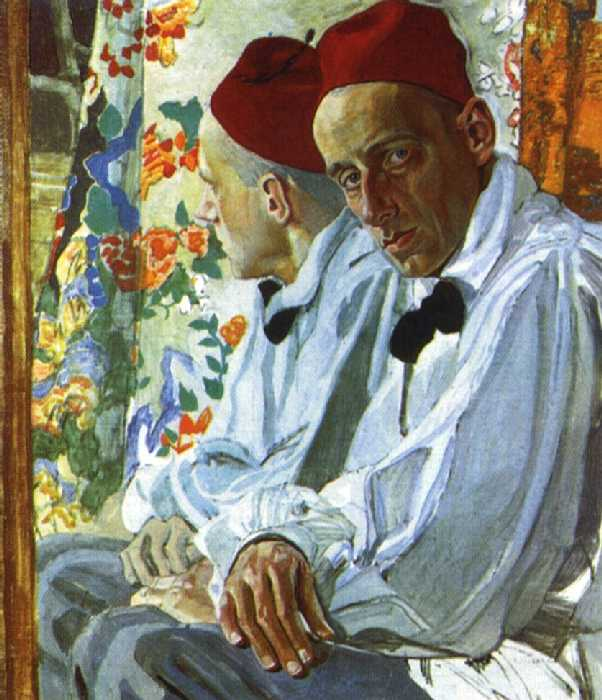
Portrait de Vsevolod Meyerhold en 1917
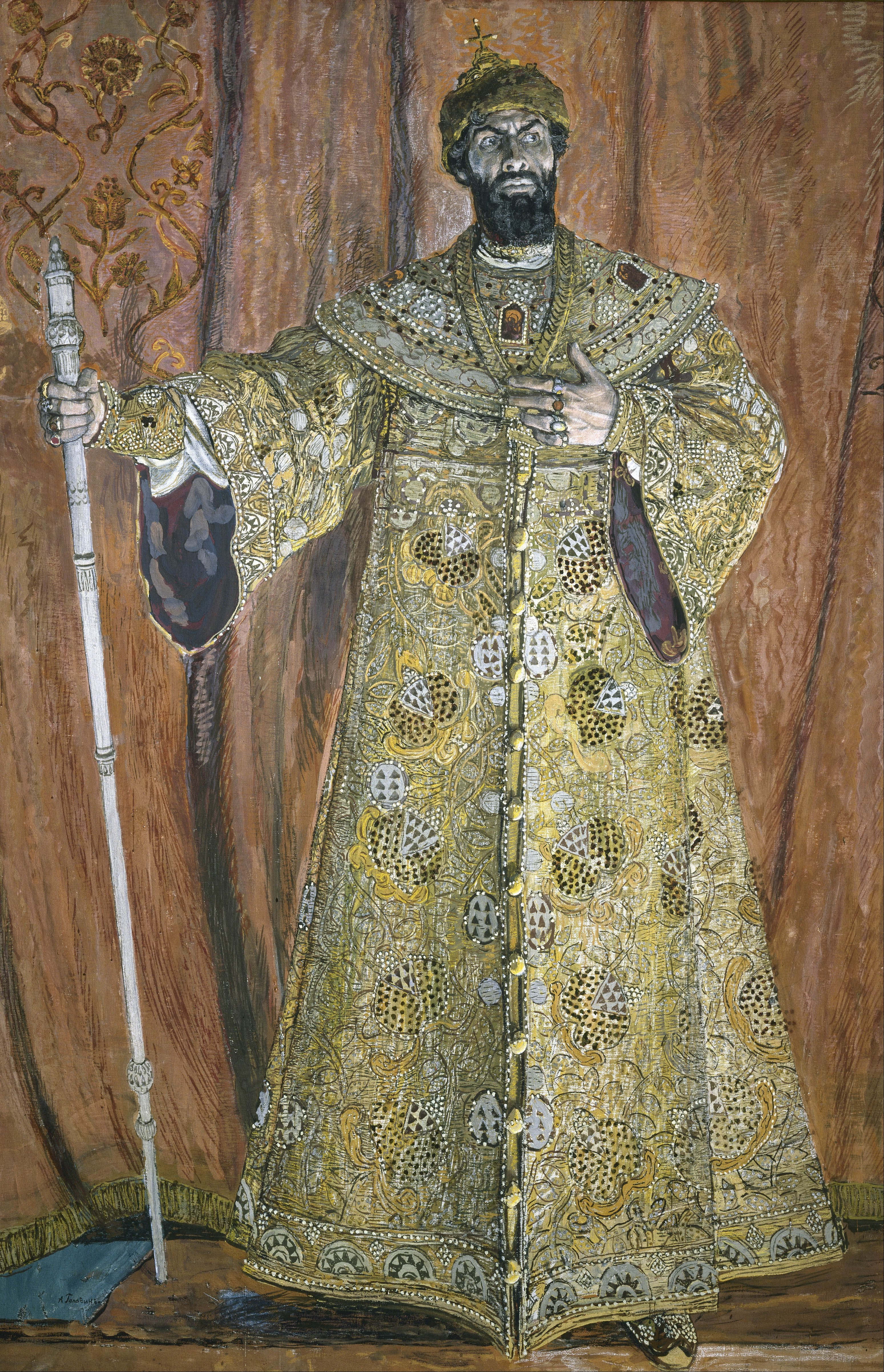
Alexandre Golovine - Portrait de Fiodor Chaliapine dans le rôle de Boris Godounov.
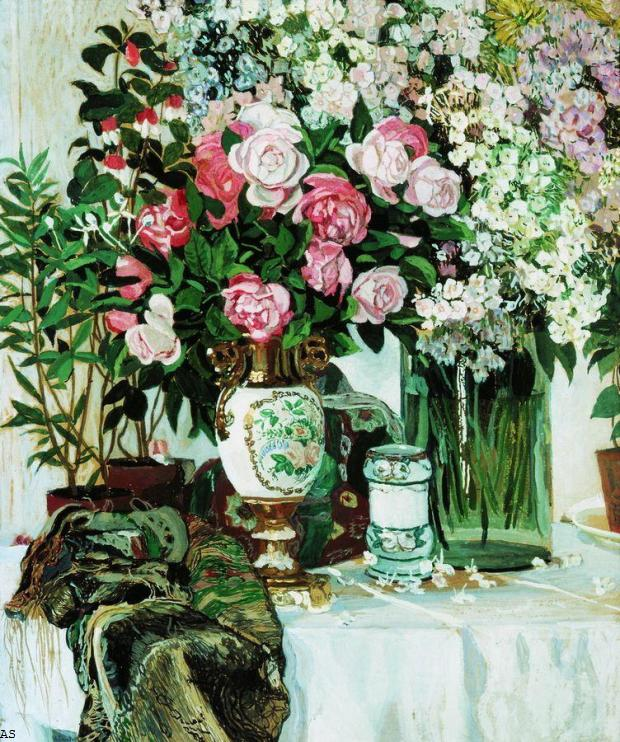
Roses et porcelaine , A Golovine, années 1910
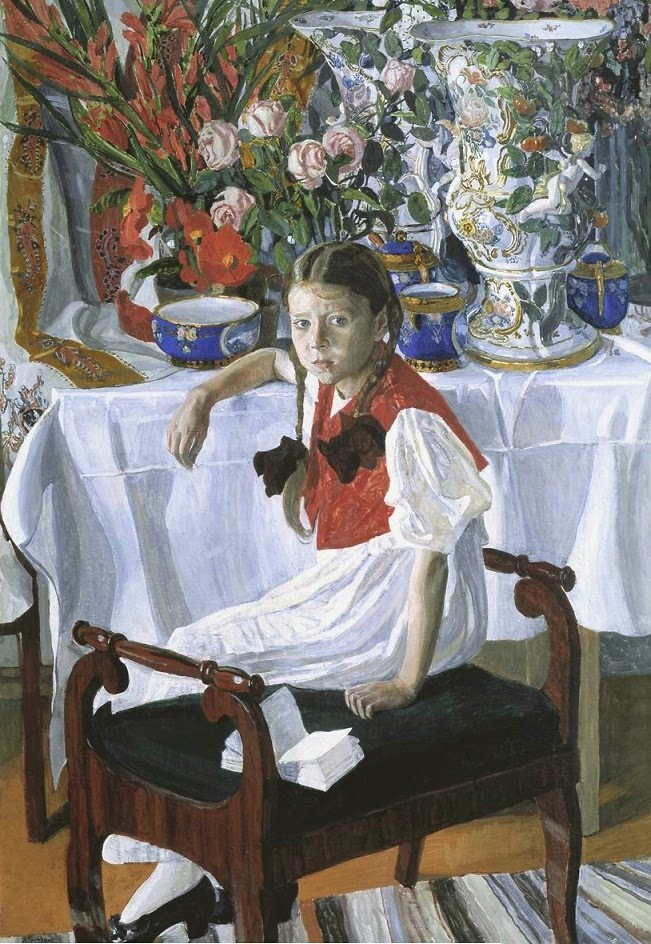
Fille avec porcelaine (Frosya) 1916
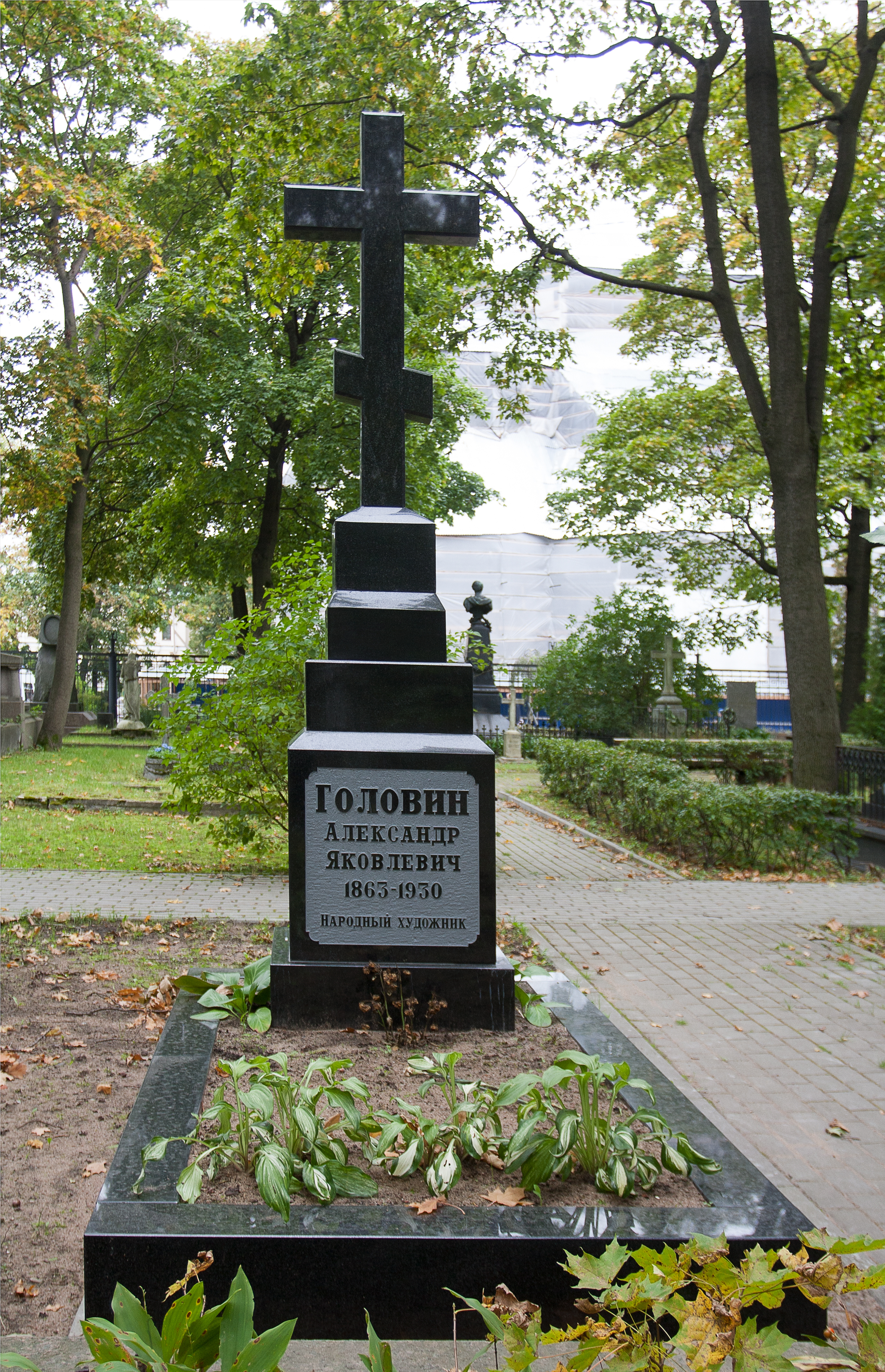
Tombe.